# 藤沼基利
藤沼 基利（ふじぬま もととし、1920年4月30日 - 1984年11月20日）は、日本の実業家。積水化学工業株式会社代表取締役社長。

## 来歴
父・不二男、母・ミキの長男として東京日本橋で出生。不二男は院展系の日本画家。大森第二小学校、芝中学校を経て、1939年（昭和14年）旧制浦和高等学校文科甲類に入学。1944年（昭和19年）東京帝国大学経済学部経済学科卒業。その後、海軍に勤務し主計中尉となる。1953年（昭和28年）積水化学工業株式会社に入社。1971年（昭和46年）同社取締役・第一事業部長、1973年（昭和48年）同社常務取締役、1976年（昭和51年）同社専務取締役、1978年（昭和53年）同社取締役副社長、1979年（昭和54年）同社代表取締役社長。1982年（昭和57年）藍綬褒章を受章。
1984年（昭和59年）11月20日、在職中に死去。享年64歳。同年12月4日、従四位に叙せられ、勲二等瑞宝章を追贈される。